# Pau Perpètua de Sahagún
La Pau Perpètua de Sahagún o Tractat de Sahagún fou signada a Sahagún el 4 de juny de 1170 entre Alfons VIII de Castella i Alfons el Cast, supeditant l'actuació peninsular d'Alfons el Cast als designis d'Alfons VIII.
Pel Tractat d'Ágreda, que reprenenia les negociacions encetades per Ramon Berenguer IV, durant la regència d'Alfons el Cast concertà una aliança d'Alfons el Cast amb Ferran II de Lleó per repartir-se el Regne de Navarra. El 1168 a l'establir-se una treva amb Sanç VI de Navarra i havent quedat lliure el front navarrès, es va iniciar un atac contra el Regne de Castella, però el seu fracàs va dur a la signatura de la Pau Perpètua de Sahagún, que suposava la supeditació de l'actuació peninsular d'Alfons el Cast als designis d'Alfons VIII i, posant en pràctica un acord estipulat al Tractat de Tudilén, el rei d'Aragó hagué de casar-se amb Sança de Castella i de Polònia. L'acord incloïa una clàusula per la que Alfons VIII lliuraria tres ostatges a Alfons en penyora pels tributs que devia Muhammad ibn 'Abd Allāh ibn Sa'd ibn Mardāniš, l'emir de Balansiya i Mursiyya
La pau de Sahagún i el major poder territorial de Castella van limitar l'actuació d'Alfons el Cast. A canvi d'haver col·laborat en el setge de Conca el 1177, que fou annexionada a Castella bloquejant així les possibilitats expansives d'Aragó, Alfons el Cast només va obtenir la renúncia al vassallatge aragonès per Saragossa, que Alfons VII de Castella havia imposat a Ramon Berenguer IV, i en la negociació de la futura expansió per al-Àndalus al Tractat de Cazola el 1179, Alfons el Cast va cedir la conquesta de l'emirat de Mursiyya a Castella a canvi, únicament, que es suprimís el vassallatge dels reis d'Aragó per Balansiya un cop fos conquerida.